# Zimny strach
Zimny strach (ang. A faint cold fear) – powieść kryminalna napisana w 2003 przez Karin Slaughter.

## Treść
W powieści opisano fikcyjne zdarzenia, jakie rozegrały się w również wymyślonym miasteczku Heartsdale (fikcyjne hrabstwo Grant, stan Georgia, USA). Dotyczyły one trzech pozorowanych samobójstw studentów miejscowego college'u i próby zabójstwa ciężarnej Tessy Linton - siostry jednej z głównych bohaterek - Sary Linton (miejscowego patologa). Śledztwo prowadzi Jeffrey Tolliver - lokalny policjant, były mąż Sary. Drugą czołową bohaterką jest Lena Adams, pracownica ochrony kampusu, była policjantka (wtedy podwładna Tollivera), ofiara wcześniejszego gwałtu.
Książka zawiera dużą dawkę przemocy i realistycznych opisów zbrodni. Powieść została oceniona przez Michaela Connelly'ego jako literatura kryminalna na najwyższym poziomie.